# Eccoptosage praedatoria
Eccoptosage praedatoria är en stekelart som först beskrevs av Smith 1859.  Eccoptosage praedatoria ingår i släktet Eccoptosage och familjen brokparasitsteklar. Inga underarter finns listade i Catalogue of Life.